# Enseignement secondaire en France
Pour des articles plus généraux, voir Enseignement secondaire et Système éducatif français.
En France, l'enseignement secondaire comprend :
- quatre ans de collège ;
- trois ans de lycée (différent selon la voie et, le cas échéant, la série) ou la première partie d'un cursus en centre de formation d'apprentis.

À l'issue de l'enseignement secondaire, les élèves passent les épreuves du baccalauréat.

## Collège

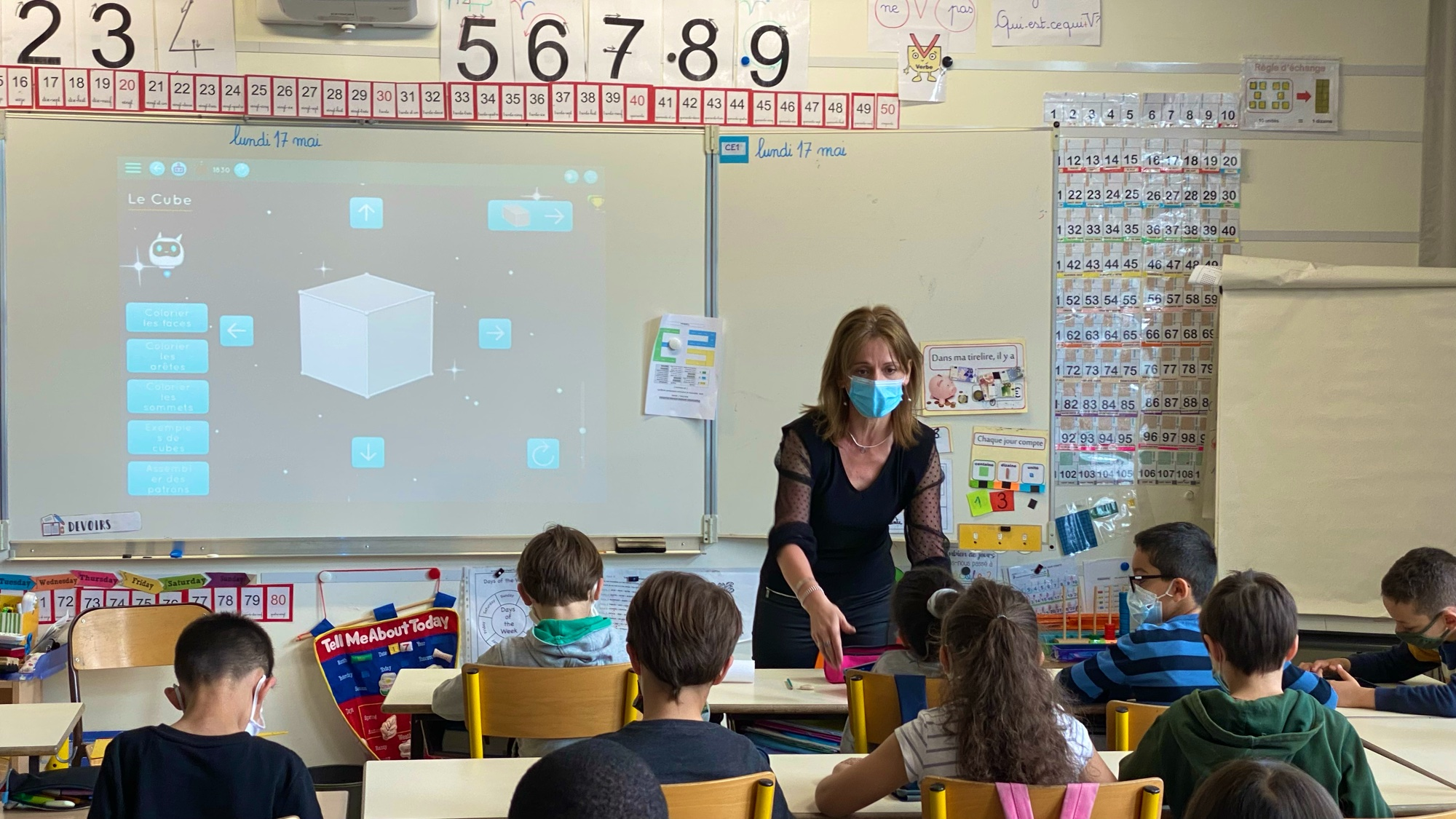
Salle de classe moderne, une enseignante projette au tableau une application pour expliquer la géométrie dans l'espace.

L'enseignement au collège dure quatre ans, dans les classes de sixième, cinquième, quatrième et troisième. Les élèves ont alors entre 11 et 15 ans. La sixième correspond au cycle 3 et la cinquième, la quatrième et la troisième au cycle 4. L'organisation de l'enseignement au collège diffère de celle de l'enseignement primaire, avec non plus un enseignant pour tous les enseignements pour une seule classe, mais une classe qui a un enseignant différent selon la discipline scolaire, et parmi ceux-ci, un professeur principal qui s'occupe aussi davantage du suivi et de l'orientation des élèves. Différents professionnels de l'Éducation nationale concourent également au fonctionnement de l'établissement et à l'éducation des élèves, tels que le principal (directeur de l'établissement), les conseillers principaux d'éducation (CPE), les assistants d'éducation, le professeur documentaliste, l'infirmier scolaire, le psychologue de l’Éducation nationale et l'assistant social. Des professeurs des écoles interviennent aussi dans les classes de SEGPA (Section d'enseignement général et professionnel adapté).

### Sixième
Dans le système éducatif français, la classe de sixième est la première classe du collège. Elle concerne les enfants généralement âgés entre 11 et 12 ans. Les enfants sont inscrits en sixième à la rentrée scolaire de l'année civile au cours de laquelle ils atteignent l'âge de 11 ans. Elle est la dernière année du cycle 3. La classe de sixième est considérée comme un temps d'adaptation au collège. L'accueil et l'intégration des élèves fait l'objet d'une attention particulière.
Il existe également des classes adaptées : SEGPA pour les élèves en difficulté scolaire, ULIS pour les élèves en situation de handicap, UPE2A pour les élèves allophones.

### Cinquième
Dans le système éducatif français, la classe de cinquième est la deuxième classe du collège. Elle concerne les enfants généralement âgés entre 12 et 13 ans. Elle fait partie du cycle 4 dans les cycles de l'enseignement primaire français. 
Il existe également des classes adaptées : SEGPA pour les élèves en difficulté scolaire, ULIS pour les élèves en situation de handicap, UPE2A pour les élèves allophones.

### Diplôme national du brevet
Le Diplôme national du brevet (DNB) est remis, après examen, aux élèves ayant acquis les connaissances générales du collège. Son obtention ou non n'a pas d'impact sur la suite de la scolarité.
L'instruction est obligatoire jusqu'à 16 ans, mais cet âge ne correspondant pas à une fin de cycle, l'enseignement continue en général au lycée.
La fin du collège est marquée par des choix en matière d'orientation scolaire et professionnelle. L'orientation de l'élève est censée être faite en tenant compte de ses bilans scolaires et de ses motivations.

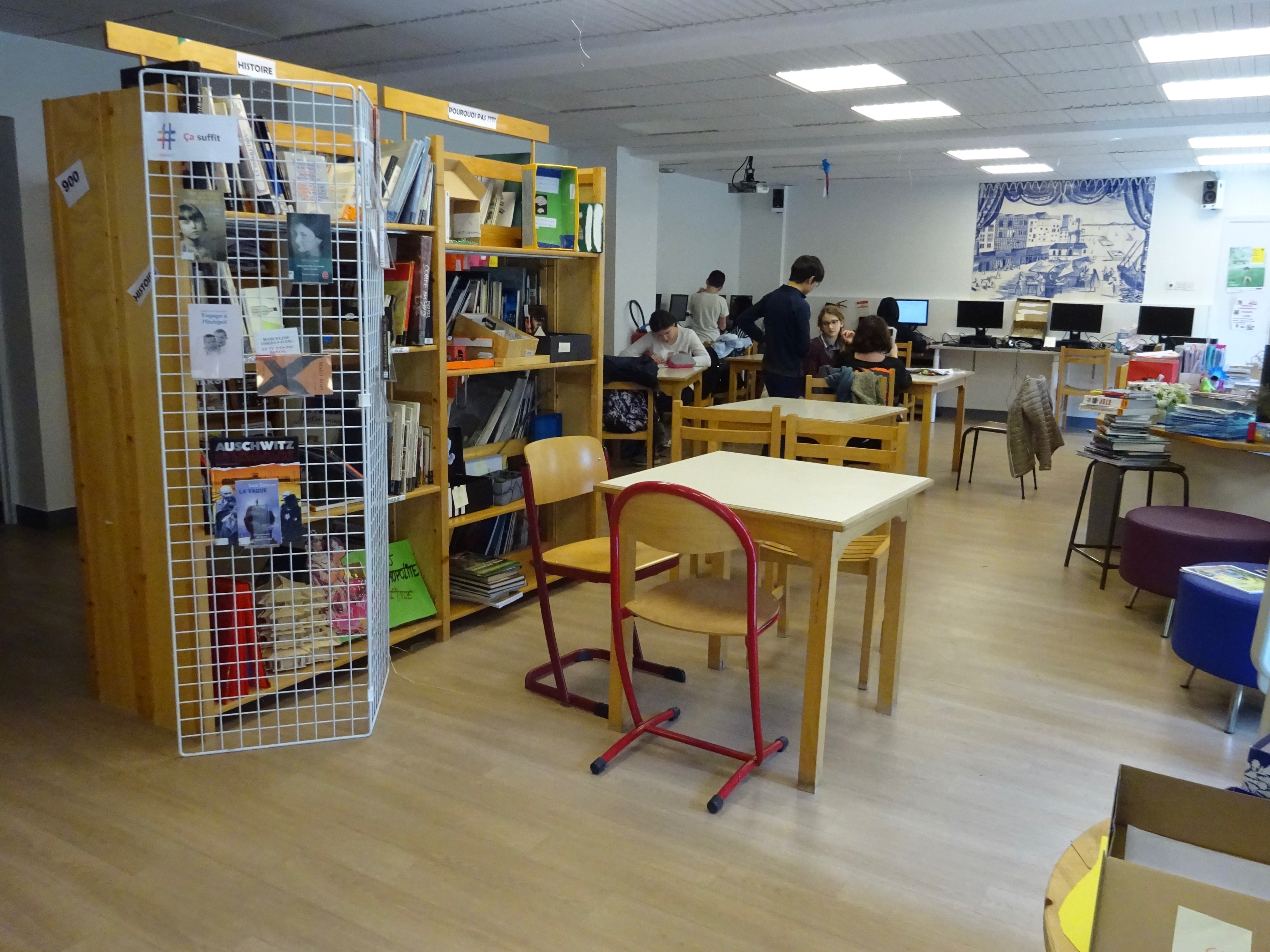
Centre de documentation et d'information (CDI) dans un lycée.

## Lycée

### Lycée général et technologique
Dans un lycée général et technologique, l'enseignement dure 3 ans, dans les classes de seconde, première et terminale. La seconde générale et technologique constitue à elle seule le cycle de détermination, on l'appelle également seconde de détermination car on y prépare son choix de baccalauréat. Les classes de première et de terminale correspondent au cycle terminal. À la fin de ces 3 années, les élèves passent le baccalauréat général ou technologique. Ces deux voies, et notamment la voie générale, sont les plus favorables à la poursuite d'études dans l'enseignement supérieur. La voie professionnelle mène cependant plus souvent à l'entrée dans la vie professionnelle.

### Lycée professionnel
Au lycée professionnel, les élèves peuvent préparer un Certificat d'aptitude professionnelle (CAP) en deux ans. Ils peuvent encore, pour quelques sections, faire une seconde professionnelle puis une terminale BEP (Brevet d'études professionnelles) pour passer l'examen du BEP. Après ce dernier, il est possible de rejoindre un Brevet de technicien (BT), remplacé progressivement par les baccalauréats professionnels (Bac Professionnel), en deux ans. Dans ce cas, ils suivent une première professionnelle et une terminale professionnelle pour passer le baccalauréat professionnel. Les élèves peuvent également suivre une première d'adaptation en vue d'une terminale et d'un baccalauréat technologique. Depuis quelques années, le baccalauréat professionnel en 3 ans après la classe de 3e se généralise, le champ professionnel de ces baccalauréats professionnels recouvrant les anciennes spécialités de BEP.

## Centre de formation d'apprentis
Le centre de formation d'apprentis (CFA) est un établissement public ou privé qui permet une formation en apprentissage. L'apprenti a un contrat de travail en alternance dans une entreprise privée ou dans la fonction publique et il prépare un diplôme (professionnel ou technologique) de l’Éducation nationale. Ce diplôme peut correspondre à l'enseignement secondaire ou à l'enseignement supérieur. Dans l'entreprise, l'apprenti est tutoré par un maître d'apprentissage. Selon le ministère de l'Éducation nationale, de la Jeunesse et des Sports en 2020, « L'enjeu de l'apprentissage est d'offrir des formations initiales qui correspondent aux évolutions du marché du travail ».

## Enseignement agricole
L'enseignement agricole, sous la tutelle du ministère chargé de l'Agriculture, propose des formations dans les domaines de l'agriculture et de l'agroalimentaire, accessibles pour certaines à partir de la classe de quatrième (avec des quatrième et troisième de l'enseignement agricole). Il est présent dans les filières générales ou technologiques de l'enseignement secondaire (par exemple, les classes de seconde générale et technologique, les classes menant aux diplômes du baccalauréat technologique ou du baccalauréat scientifique général), mais aussi dans l'enseignement supérieur,. Il existe aussi dans l'apprentissage et dans la formation professionnelle continue. En 2021, en France, ce type d'enseignement est dispensé dans 368 maisons familiales rurales (MFR), 217 lycées agricoles publics, 210 lycées agricoles privés et 11 centres médico-éducatifs.

## Prise en charge de la difficulté scolaire
Une des critiques de l'enseignement secondaire est qu'il reste une machine à trier les bons et les mauvais élèves. Ceci est en décalage avec la volonté affichée de conduire un nombre de plus en plus grand d'élèves aux portes de l'enseignement supérieur afin d'y acquérir les formations qualifiantes dont la société moderne a besoin. Pourtant, divers modes de prise en charge de la difficulté scolaire existent au sein du Collège. Des programmes personnalisés de réussite éducative (PPRE) peuvent ainsi être mis en place comme c'est le cas dans le cadre de l'enseignement primaire.
Les sections d'enseignement général et professionnel adapté (SEGPA) et les établissements régionaux d'enseignement adapté (EREA) accueillent des élèves en difficulté scolaire. L'orientation en enseignement général et professionnel adapté (EGPA) peut se faire par deux biais : soit la Commission départementale d'orientation (CDO), soit la Maison départementale des personnes handicapées (MDPH). La Maison départementale des personnes handicapées a pour mission d'informer, d'orienter et d'accompagner les personnes handicapées et leur famille. Dans cette seconde possibilité, il s'agit d'un élève ayant déjà un dossier à la MDPH (par exemple un élève venant de CLIS).

## Scolarisation des élèves en situation de handicap
La loi pour l'égalité des droits et des chances, la participation et la citoyenneté des personnes handicapées du 11 février 2005 définit le handicap scolaire comme :

« Toute limitation d'activité ou restriction de participation à la vie en société subie dans son environnement par une personne en raison d'une altération substantielle, durable ou définitive d'une ou plusieurs fonctions physiques, sensorielles, mentales, cognitives ou psychiques, d'un polyhandicap ou d'un trouble de santé invalidant »

Cette loi mentionne également que « toute personne handicapée a droit à la solidarité de l'ensemble de la collectivité nationale, qui lui garantit, en vertu de cette obligation, l'accès aux droits fondamentaux reconnus à tous les citoyens ainsi que le plein exercice de sa citoyenneté ». Dorénavant, le droit juridique à la scolarisation est inscrit dans la loi.
Comme dans l'enseignement primaire, on retrouve les différentes formes de scolarisation : la scolarisation en milieu ordinaire, avec ou sans aménagement (matériel, auxiliaire de vie scolaire (AVS, devenu accompagnant des élèves en situation de handicap (AESH)), la scolarisation dans un dispositif d'intégration collective au collège : l'Unité Localisée pour l'Inclusion Scolaire (ULIS-collège ou l'ULIS-lycée), la scolarisation au sein d'un établissement spécialisé (de type institut médico-éducatif (IME), institut thérapeutique, éducatif et pédagogique (ITEP)) permettant une prise en charge globale (dans ces établissements, une préprofessionnalisation peut avoir lieu).

## Schéma
| Niv 4 Bac +0 17 |                                   | Baccalauréat général Arts, SES, SVT, HGGSP, Humanités, LCA, LLCE, Maths, PC, NSI, SVT, SITerminale générale |                                   | Baccalauréat technologique STAV, ST2S, STD2A, STMG, S2TMD, STI2D, STHR, STLTerminale technologique |                     | Baccalauréat professionnel Alimentaire, Vente, Beauté, Bâtiment, Santé, Design, Véhicules, NumériqueTerminale professionnelle | BMA                                   | BP                                    | CS5 CS4 CS3                           | BM                                    | BTM |
| Niv 3 16        | Première générale                 | Première technologique                                                                                      | Première professionnelle          | CAP 2e année                                                                                       | CAP 2e année        | CAP 2e année | CAP 2e année                          | CAP 2e année                          |                                       |                                       |     |
| 15              | Seconde générale et technologique | Seconde générale et technologique                                                                           | Seconde générale et technologique | Seconde professionnelle                                                                            | CAP 1re année       | CAP 1re année | CAP 1re année                         | CAP 1re année                         | CAP 1re année                         |                                       |     |
| RNCP Âge        | Lycée général                     | | Lycée technologique               | | Lycée professionnel | Centre de formation d'apprentis (CFA)                                                                                         | Centre de formation d'apprentis (CFA) | Centre de formation d'apprentis (CFA) | Centre de formation d'apprentis (CFA) | Centre de formation d'apprentis (CFA) |     |